# Madrigal aux muses
Madrigal aux muses est une œuvre pour chœur de femmes a cappella d'Albert Roussel composée en 1923.

## Présentation
Madrigal aux muses est composé en octobre 1923 sur un poème de Gentil-Bernard.
La partition, écrite pour un chœur de femmes a cappella à trois voix (deux voix de sopranos et une de contralto), est dédiée à Poul Schierbeck et publiée en 1923 par Durand.
La création se déroule le 6 février 1924 à Paris, salle Pleyel, par le groupe Nivard dirigé par Robert Siohan, sous l'égide de la Société musicale indépendante.

## Analyse
Pour Harry Halbreich, le Madrigal aux muses est « un petit joyau pour trois voix de femmes illustrant la fine sensualité et le melos ondoyant spécifiquement français de Roussel, faisant regretter que cette pièce demeure isolée... ».
Damien Top souligne pour sa part le « souple contrepoint en ré majeur tout en courbes voluptueuses » de l’œuvre.
La durée moyenne d'exécution du madrigal est de cinq minutes environ. 
Le morceau porte le numéro d'opus 25 et, dans le catalogue des œuvres du compositeur établi par la musicologue Nicole Labelle, le numéro L 30.

## Discographie
- Albert Roussel Edition, CD 6, Ensemble vocal Jean-Paul Kreder, Jean-Paul Kreder (dir.), Erato 0190295489168, 2019[5].